# Giải bóng đá nữ vô địch quốc gia 2014
Giải bóng đá nữ vô địch quốc gia 2014 (Tên chính thức là Giải bóng đá nữ vô địch Quốc gia - Cúp Thái Sơn Bắc 2014, đặt tên theo nhà tài trợ) là giải đấu bóng đá lần thứ 17 của Giải vô địch bóng đá nữ Việt Nam do VFF tổ chức và Công ty TNHH thiết bị điện Thái Sơn Bắc tài trợ. Giải Bóng đá nữ Vô địch Quốc gia - Thái Sơn Bắc 2014 với sự tham dự của 06 đội bóng là: ĐKVĐ Hà Nội I, Á quân TP.HCM, Phong Phú Hà Nam, Than Khoáng sản Việt Nam, Thái Nguyên và Hà Nội II. Các đội bóng sẽ thi đấu theo thể thức vòng tròn 2 lượt để tính điểm xếp hạng. Các trận lượt đi sẽ diễn ra từ ngày 20/2 đến ngày 7/3/2014 tại sân vận động Thống Nhất (TP.Hồ Chí Minh); lượt về từ ngày 18/7 đến 2/8/2014 tại Sân vận động Nha Trang (tỉnh Khánh Hòa).

## Cách tính điểm, xếp hạng
- Đội thắng: 3 điểm
- Đội hoà: 1 điểm
- Đội thua: 0 điểm

Tính tổng số điểm của các Đội đạt được để xếp thứ hạng.
- Nếu có từ 2 đội trở lên bằng điểm nhau, trước hết sẽ tính kết quả các trận đấu giữa các đội đó với nhau theo thứ tự: số điểm; hiệu số bàn thắng-bàn thua; số bàn thắng. Nếu các chỉ số này vẫn bằng nhau thì tiếp tục xét các chỉ số của toàn bộ các trận đấu trong giải theo thứ tự: Hiệu số của tổng số bàn thắng- tổng số bàn thua; tổng số bàn thắng. Nếu vẫn bằng nhau sẽ tổ chức bốc thăm để xác định đội xếp trên.

## Giải thưởng
- Đội Nhất: Cúp, cờ, HCV và 200 triệu đồng
- Đội xếp thứ Nhì: Cờ, HCB và giải thưởng 150 triệu đồng
- Đội xếp thứ Ba: Cờ, HCĐ và giải thưởng 100 triệu đồng
- Giải phong cách: Cờ và giải thưởng 10 triệu đồng
- Cầu thủ xuất sắc nhất giải: 5 triệu đồng
- Thủ môn xuất sắc nhất giải: 5 triệu đồng
- Cầu thủ ghi nhiều bàn thắng nhất: 5 triệu đồng.[2][3]

## Thông tin các đội bóng
| Đội Bóng                 | Huấn luyện viên trưởng | Đội Trưởng | Nhà tài trợ           |
| ------------------------ | ---------------------- | ---------- | --------------------- |
| Hà Nội I                 | Đặng Quốc Tuấn         | n/a        | Hà Nội                |
| Hà Nội II                | Vũ Bá Đông             | n/a        | Hà Nội                |
| TNG Thái Nguyên          | Đoàn Việt Triều        | n/a        | TNG                   |
| Thành phố Hồ Chí Minh    | Đoàn Thị Kim Chi       | n/a        | Thành phố Hồ Chí Minh |
| Phong Phú Hà Nam         | Văn Thị Thanh          | n/a        | Hà Nam                |
| Than Khoáng sản Việt Nam | Đoàn Minh Hải          | n/a        | VINACOMIN             |

## Lịch thi đấu và kết quả
| Kết quả lượt đi | Đội 1-Đội 2                      | Kết quả lượt về |
| 1-4             | Hà Nội 2 – Hà Nội 1              | 1-4             |
| 2-2             | TP Hồ Chí Minh – TNG Thái Nguyên | 0-1             |
| 1-0             | PP Hà Nam – Than KSVN            | 1-2             |
| 0-1             | Hà Nội 2 – TP Hồ Chí Minh        | 0-3             |
| 2-2             | Hà Nội 1 - Than KSVN             | 1-0             |
| 3-0             | PP Hà Nam – TNG Thái Nguyên      | 1-1             |
| 0-3             | TNG Thái Nguyên – Hà Nội 1       | 1-3             |
| 5-0             | Than KSVN – Hà Nội 2             | 2-0             |
| 0-1             | TP Hồ Chí Minh – PP Hà Nam       | 1-2             |
| 2-3             | Hà Nội 2 – TNG Thái Nguyên       | 1-2             |
| 1-0             | Hà Nội 1 – PP Hà Nam             | 0-2             |
| 0-1             | Than KSVN – TP Hồ Chí Minh       | 0-0             |
| 2-1             | PP Hà Nam – Hà Nội 2             | 3-1             |
| 1-1             | TNG Thái Nguyên – Than KSVN      | 0-0             |
| 1-1             | TP Hồ Chí Minh – Hà Nội 1        | 1-5             |

## Bảng xếp hạng
| TT | Đội            | Trận | Thắng | Hòa | Thua | Hiệu số | Điểm |
| 1  | Hà Nội I       | 10   | 7     | 2   | 1    | 24-9    | 23   |
| 2  | PP Hà Nam      | 10   | 7     | 1   | 2    | 16-7    | 22   |
| 3  | Than KSVN      | 10   | 3     | 4   | 3    | 12-7    | 13   |
| 4  | GT Thái Nguyên | 10   | 3     | 4   | 3    | 11-16   | 13   |
| 5  | TP Hồ Chí Minh | 10   | 3     | 3   | 4    | 10-12   | 12   |
| 6  | Hà Nội II      | 10   | 0     | 0   | 10   | 7-29    | 0    |

## Kết quả tổng hợp
- Đội Vô địch: Hà Nội I
- Đội thứ Nhì: Phong Phú Hà Nam
- Đội thứ Ba: Than KSVN
- Đội đoạt giải phong cách: Phong Phú Hà Nam
- Cầu thủ xuất sắc nhất: Nguyễn Thị Tuyết Dung (Phong Phú Hà Nam)
- Thủ môn xuất sắc nhất: Nguyễn Thị Thanh Hảo (Than KSVN)
- Cầu thủ ghi nhiều bàn thắng nhất: Nguyễn Thị Muôn (Hà Nội I, 6 bàn), Nguyễn Thị Đăng (TNG Thái Nguyên, 6 bàn).

| Tổng hợp chi tiết | Tổng hợp chi tiết | Tổng hợp chi tiết | Tổng hợp chi tiết | Tổng hợp chi tiết |
| ----------------- | ----------------- | ----------------- | ----------------- | ----------------- |
| Vòng đấu          | Số bàn thắng      | Khán giả          | Thẻ vàng          | Thẻ đỏ            |
| 1                 | 10                | 1.500             | 3                 | 0                 |
| 2                 | 8                 | 1.500             | 5                 | 0                 |
| 3                 | 9                 | 1.500             | 2                 | 0                 |
| 4                 | 7                 | 1.900             | 0                 | 0                 |
| 5                 | 7                 | 1.700             | 6                 | 0                 |
| 6                 | 9                 | 0                 | 10                | 0                 |
| 7                 | 8                 | 0                 | 2                 | 0                 |
| 8                 | 5                 | 0                 | 4                 | 0                 |
| 9                 | 10                | 0                 | 5                 | 0                 |
| 10                | 7                 | 0                 | 2                 | 0                 |
| Kết quả           | 80                | 8.100             | 39                | 0                 |